# السيانتولوجيا في مصر
ليس لكنيسة السيانتولوجيا وجود رسمي في مصر ولا توجد إحصائيات عضوية معروفة متاحة. في عام 2002، احتجزت السلطات المصرية عضوين بتهمة «ازدراء الدين». ومع ذلك، فقد بدأت بعض الكتب التي كتبها المؤسس، ل. رون هوبارد، في الظهور في العديد من المكتبات المصرية في أواخر 2000s، وحتى وافق عليها الأزهر، وهي أعلى مؤسسة تعليمية سنية في العالم الإسلامي. مصر مدرجة على موقع السيانتولوجيا الرسمي كدولة «يتم فيها خدمة خدمات الديانتكس والسينتولوجيا».

## احتجاز عضوين
في 24 ديسمبر 2001، اعتقلت السلطات المصرية عضوين في كنيسة السيانتولوجيا: محمود مصاروة، مواطن إسرائيلي يبلغ من العمر 28 عامًا من أصل فلسطيني، وزوجته الفلسطينية وفاء أحمد. ووجهت إليهم تهم «ازدراء الدين» واتُهموا بمحاولة إنشاء فرع في مصر والإضرار بالديانتين الرئيسيتين في البلاد «بهدف إثارة أعمال شغب». بعد شهرين، مددت المحكمة مدة احتجازهم لمدة 30 يومًا للسماح بمزيد من استجواب الشرطة، مضيفة أنهم اعترفوا بأنهم أتوا إلى مصر لنشر مذهبهم. نفى مدير حقوق الإنسان في كنيسة السيانتولوجيا، ليزا غودمان، هذه المزاعم نيابة عن الكنيسة وقال إن الزوجين كانا في البلاد يمثلان الفرع الإيطالي لمطبوعات نيو إيرا، وهي شركة تنشر أعمال ل. رون هوبارد، لتعزيز كتاب هوبارد الدياني: العلوم الحديثة للصحة العقلية، مؤكدًا أن السلطات قد سمحت بدخول الكتاب إلى مصر. وقال جودمان: «إننا نشعر بقلق بالغ إزاء احتجازهم المطول، والذي يبدو أنه انتهاك لحقهم في حرية التعبير». وأُطلق سراح الاثنين أخيرًا في الشهر التالي وقررت المحكمة أن إدانة الأشخاص لتبنيهم أفكارًا جديدة يعد انتهاكًا لحقوق الإنسان.

## كتب السيانتولوجيا في مصر
بيعت ترجمات باللغة العربية لكتاب ل. رون هوبارد، مثل ديانية والطريق إلى السعادة، في العديد من متاجر الكتب في مصر ووفرت في معرض القاهرة الدولي للكتاب. تحمل الكتب ختم موافقة الأزهر، أعلى مؤسسة تعليمية سنية في العالم الإسلامي. طبعت في الدنمارك، باللغتين الإنجليزية والعربية، وشحنت إلى مصر بواسطة مطبوعات العصر الجديد. 

أحمد عبد الخالق، أستاذ بجامعة الأزهر، شغل منصب رئيس الأركان ومترجم الإمام الأكبر للأزهر، وقال:
إنه ليس لديه أي اعتراض على الموافقة على الكتب إلا إذا انتهكوا «الأخلاق والتقاليد». «يجب أن نكون متفتحين ونستمع للآخر. بعد كل شيء، إذا كنت لا أتفق مع شيء في كتاب، يجب أن أكتب دحضًا». 
قال مكتب العلاقات العامة بمنشورات العصر الجديد إن خطوة الأزهر ضرورية وأصر على أنه لا يوجد شيء ديني حول طبيعة الكتب.

## روابط خارجية
- مشهد القاهرة - كنيسة السيانتولوجيا في مصر